# Елита (герб)
Елита, или Козляроги (пол. Jelita, Hastae, Jelito, Koźlarogi, Koźle Rogi, Tres Hastae) — польский дворянский герб.

## Описание герба
В поле червлёном три копья золотых, перекрещенных в виде звезды, среднее острием вниз, а боковые вверх. В нашлемнике — вырастающий до половины козел, обращенный вправо.

## История

герб Дембич

В 1331 году, после того, как Владислав Локетек нанёс сокрушительное поражение сорокатысячному войску тевтонских рыцарей, он объезжал поле боя и увидел среди мёртвых тел польских воинов тяжело раненного рыцаря Флориана Сариуша, который был пронзён тремя копьями, но не потерял мужества и при виде короля пытался самостоятельно заправить собственные кишки в живот. Увидев эту трогательную сцену, король расчувствовался и решил отблагодарить храброго рыцаря: даровал храбрецу титул и усадьбу. Какая-то связь с кишками мужественного рыцаря и дала название гербу (пол. jelita означает «кишки»), а козёл уже присутствовал на гербе Сариуша.
В гербе Дембич копья эти соединены древками внизу и повторяются в нашлемнике, а в гербе Гошинский (Goszynsky) три копья обёрнуты вверх остриями, и два боковые упираются в среднее. На шлеме вооружённая мечом и согнутая в локте рука.

## Герб используют
Агевские (Agewski), Аевские, Алькевичи (Alkiewicz), Аншенские (Anszenski), Антоновичи (Antonowicz), Антошевские (Antoszewski), Ашенские (Aszenski), Бадинские (Badinski, Badynski), Багилы, Барчковские (Barczkowski), Бялецкие (Bialecki), Белявские (Bielawski), графы и дворяне Бельские (von Bielski, Bilski, Bielski Saryusz), Бельские (Bielski), Бесяды (Biesiad), Бесядецкие (Biesiadecki), Бесядовские (Biesiadowski), Бесядские (Biesiadzki), Ближинские (Blizynski), Боглевские (Boglewski), Богурские (Bogurski), Боржемские (Borzemski), Борзобогатые (Borzobochaty, Borzobohaty), Боржимские (Borzymski), Буковинские (Bukowinski), Хильхен (Chilchen), Хоронжина (Chorazyna), Хисовы (Chysow), Целимонские (Cielimonski), Цельмовские (Cielmowski), Цешановские (Cieszanowski), Чечель (Czeczel), Челюсцинские (Czeluscinski), Черкасы (Czerkas), Черкаские (Czerkaski), Черкавские (Czerkawski), Черминские (Czerminski), Чернинские (Czerninski), Домбровские (Dabrowski), Дембовские (Dembowski, Debowski), Добржинские (Добрынские) (Dobrzynski), Дроздовские (Drozdowski), Дзядуские (Дзидуские, Dziadwski, Dziduski), Дзецентковские (Dzieciatkowski), Дзевалтовские (Dziewaltowski, Dziewialtowski), Дзюгловские (Dziuglowski), Дзирилл (Dzyryll), Фануэль (Fanuel), Французы (Francus, Francuz), Франк (Frank), Габанские (Gabanski), Гаевские (Gajewski), Гавликовские (Gawlikowski), Гавловские (Gawlowski), Геометер (Geometer), Гердуд (Гергуд, Gerdud, Gerdut, Giergud), Гержинские (Gierzynski), Глера (Glora), Глова (Glowa), Гловацкие (Glowacki), Глупицкие (Glupicki), Голишевские (Goliszewski), Голоцкие (Golocki), Гомолинские (Gomolinski), Горлевские (Gorlewski), Горливские (Gorliwski), Галовские (Halowski), Гильхен (Хильхен, Hilchen, Hilhen), Ивония (Iwonia), Яйковские (Jajkowski, Jaykowski), Яклинские (Jaklinski, Jaklinski Saryusz), Яковицкие (Jakowicki), Яницкие (Janicki), Янкевичи (Jankiewicz), Ясинские (Jasinski), Яворские (Jaworski), Елитовские (Jelitowski), Качоровские (Kaczorowski), Калинские (Kalinski), Калиши (Kalisz), Каловские (Kalowski), Камисовские (Kamisowski), Камоцкие (Kamocki), Кендзержинские (Kedzierzynski), Кицкие (Kicki, Kicki Saryusz), Киселевские (Kisielewski, Kisielowski), Клющинские (Kluszczynski), Кобельские (Kobielski), Корытко (Korytko), Корытковские (Korytkowski), Куржинские (Korzynski), Коссовские (Kossowski), Косляровские (Koslarowski), Ковалевские (Kowalowski), Козяровские (Koziarowski), Козеровские (Kozieroski, Kozierowski), Козляровские (Kozlarowski), Козлерог (Kozlorog), Краинские (Krainskił), Красенские (Krasienski), Красовские (Крассовские, Krasowski, Krassowski), Кропивницкие (Kropiwnicki), Крженцкие (Krzecki), Кусецкие (Kusiecki), Лясота (Lasota), Лясоховские (Lasochowski), Ленецкие (Leniecki), Льгановские (Lganowski), Либицкие (Libicki), Литославские (Litoslawski), Литвинские (Litwinski), графы Литвицкие (Litwifski, Litwicki, Litwiccy, Litwifski), Льнежелинские (Lnezelinski), Лехинские (Lochynski), Любицкие (Lubicki), Лючелинские (Luczelinski), Лютославские (Lutoslawski), Лютостанские (Lutostanski), Лапчинские (Lapczynski), Лапинские (Lapinski), Лазинские (Lazinski), Лазницкие (Laznicki), Лазнинские (Lazninski), Лавлинские (Lawlinski), Лонцкие (Lacki), Лохинские (Lochynski), Луковские (Lukowski), Мадуровичи (Madurowicz), Маерановские (Majeranowski), Маковские (Makowski), Малецкие (Malecki), Марцинковские (Marcinkowski), Марциновские (Marcinowski), Мицевичи (Micewicz), Михаловские (Michaloski, Michalowski, Mickaloski), Метельские (Mietelski), Мирские (Mirski), Мисевичи (Misiewicz), Мисевские (Misiewski, Misiowski), Мнинские (Mninski), Модржевские (Modrzewski), Мокрские (Mokrski, Mokrski Saryusz, Mokski), Моравицкие (Morawicki), Морозевичи (Morozewicz, Morozowicz), Мощенские (Moszczenski), Мойковские (Moykowski), Мровинские (Mrowinski), Мыслиборские (Mysliborski), Нероновичи (Neronowicz), Пацановские (Pacanowski), Пахоловецкие (Pacholowiecki), Пачановские (Paczanowski), Падеревские (Paderewski), Паевские (Pajewski, Pajowski), Папрацкие (Папроцкие, Paprocki, Paprocki z Jawora), Перлицкие (Perlicki), Печковские (Pieczkowski), Пенёнжек (Pieniazek), Петух (Pietuch), Пияковские (Pijakowski), Пиваковские (Piwakowski), Полеские (Poleski), Попчинские (Popczynski), Поплавские (Poplawski), Постенкальские (Postekalski), Променские (Promienski, Prumienski), Рациборовские (Raciborowski), Рагодоские (Radogoski), Райские (Rajski, Rayski), Рампольские (Rampolski), Ремержи (Ремеши, Remierz, Remiesz), Ремешовские (Remieszowski), Ремишевские (Remiszewski, Remiszowski), Рещевские (Reszczewski), графы и дворяне Ромеры (Romer, Rumer), Ромишовские (Romiszowski, Romiszewski), Роспант (Rospanth), Роздзяловские (Rozdzialowski), Рознецкие (Rozniecki), Розновские (Roznowski), Рыхцицкие (Rychcicki), Санцигневские (Sancygniowski), Сариуш (Saryusz, Saryusz Mokrski), Сецигневские (Secygnioski, Secygniowski, Secygnowski), Серные (Serny), Сельницкие (Sielnicki), Сильницкие (Silnicki), Скарбек, Скомпские (Skapski), Скоковские (Skokowski), Скорковские (Skorkowski, Skorkowski Saryusz), Скржинецкие (Skrzyniecki), Славяновские (Slawianoski, Slawianowski, Slawianowski Bonin Saryusz na Slawianowie), Сливицкие (Sliwicki), Словинские (Slowinski), Слупские (Slupski), Сокольницкие (Sokolnicki), Старописы (Staropis), Ставирейские (Stawirejski), Ставовские (Stawowski), Стоковские (Stokowski), Струменские (Strumienski), Стржалковские (Strzalkowski), Стржешковские (Strzeszkowski), Сухочаские (Suchoczaski), Сыпневские (Sypniowski), Щекоцкие (Szczekocki), Щековские (Szczekowski), Щепанкевичи (Szczepankiewicz, Sczepankiewicz), Щербичи (Szczerbicz, Sczerbicz), Щукоцкие (Szczukocki, Sczukocki), Шубальские (Szubalski), Шидловские (Szydlowski), Шипенские (Szypienski), Тарновские (Tarnowski, Tarnowski Saryusz), Тхоржницкие (Tchorznicki), Терликовские (Terlikowski), Уль (Ul), Валовские (Walowski), Вонглешинские (Wagleszynski), Вербуты (Werburt), Венглешинские (Wegleszynski), Вельколуцкие (Wielkolucki), Велелуцкие (Wielolucki), Вержейские (Wierzejski, Wierzeyski), Вильчковские (Wilczkowski), Вилькошевские (Wilkoszewski), Вильковские (Wilkowski), Вильнер (Wilner), Витовичи (Witowicz, Witowicz Pieniazek), Войдзевичи [Wojdziewicz), Войцеховские (Wojciechowski, Woyciechowski), Войткевичи, Вольские (Wolski), Воршило (Worszylo), Вржесинские (Wrzesinski, Wrzeszynski), Выржейские (Wyrzejski, Wyrzeyski), Выржиские (Wyrzyski), Закршевские (Zakrzewski), Залеские (Zaleski), графы и дворяне Замойские (Zamojski, Zamoyski), Завиша (Zawisza), Здуновские (Zdunowski), Зелехонские (Zelechonski), Зелинские (Zielinski, Zielinski Saryusz), Жарковские (Zarkowski), Желавские (Zelawski), Желехенские (Zelechenski), Желеховские (Żelechowski), Жележинские (Zelezynski), Жеромские (Zeromski), Журовские (Zurowski).
Елита изм.Дзирид (Dziryd, Dzyrytt), Геометер (Geometer), Попчинские (Popczynski), Вежейские (Wierzejski).
Елита IIБадынские (Badynski), Серные (Serny).
Елита II изм.Машальские (Maszalski).
Елита IIIПопчинские, Шидловские (Szydlowski)
Елита III изм.Сеницкян (Sienickijan z Minska).
Елита IVМорозевичи, Вельколуцкие (Wielkolucki).
Елита IV изм.Лапчинские (Lapczynski).
Елита VЛапчинские (Lapczynski), Сливицкие (Sliwicki).
Елита V изм.Шидловские (Szydlowski).
Елита VIФранкус (Frankus).
Елита VI изм.Наталис (Natalis z Dubrownika).
Елита VII изм.Щербие (Szczerbie).
Елита VIII изм.Гильхен (Hilchen).
Елита IX изм.Словенские (Slowienski).
Елита X изм.Мануковские (Manukowski).
Елита XI изм.Горловские (Gorlowski).